# Катарина фон Бранденбург
Катарина фон Бранденбург (на немски: Katharina von Brandenburg; на унгарски: Katalin Brandenburgi; * 28 май 1602, Кьонигсберг, Прусия; † 27 август 1644, Шьонинген) от фамилията Хоенцолерн, е принцеса от Бранденбург и чрез женитби княгиня на Трансилвания и херцогиня на Саксония-Лауенбург. От 1629 до 1630 г. тя официално е княгиня на Трансилвания, но се отказва от регентството.

## Живот
Тя е втората дъщеря на курфюрст Йохан Сигизмунд фон Бранденбур (1572 – 1620) и Анна от Прусия (1576 – 1625), дъщеря на херцог Албрехт Фридрих. По-големият ѝ брат е курфюрст Георг Вилхелм (1595 – 1640).
През 1623 г., когато е на посещение при сестра си Мария Елеонора в Швеция, руският цар Михаил напразно иска ръката ѝ. Катарина се омъжва на 2 март 1626 г. в Кашау за княз Габриел Бетлен от Княжество Трансилвания (1580 – 1629). През 1626 г. е избрана за княгиня на Трансилвания (Siebenbürgen). Бракът ѝ е бездетен. Заради интереса ѝ към католицизма и любовната ѝ връзка с граф Ищван Цсаки, както и поради неспособността ѝ да се налага, тя се отказва от трона след голямата критика към нея от народното събрание в Медиаш.
Като княз на Трансилвания я последва нейният зет Ищван, който след няколко седмици също абдикира. Следващият княз Георги I Ракоци отнема на Катарина двореца и именията ѝ във Фъгъраш, единствената собственост, която ѝ е останала по завещанието на нейния съпруг. Ракоци я задължава да осинови неговия син Георги.
Катарина се оттегля в Щулвайсенбург и става католичка през 1633 г. във вдовишката си резиденция Токай. Император Фердинанд II ѝ връща отнетата собственост съгласно завещанието.
Катарина се омъжва втори път на 27 август 1639 г. в Йоденбург за херцог Франц Карл фон Саксония-Лауенбург (1594 – 1660) от род Аскани. Тя е втората му съпруга, продава цялата си унгарска собственост и заминава при него в Германия, където и умира през 1644 г. в двореца Шьонинген, вдовишката резиденция на нейната сестра Анна София. Бракът ѝ отново е бездетен. След нейната смърт Франц Карл се жени повторно през 1651 г. за графиня Христина Елизабет от Мегау.